# Tessères de Snotra
Snotra Tesserae
Pour les articles homonymes, voir Snotra.
Les tessères de Snotra (désignation internationale : Snotra Tesserae) sont un ensemble de terrains polygonaux situé sur Vénus dans le quadrangle de Greenaway. Il a été nommé en référence à Snotra, déesse scandinave de la sagesse.